# El maestro y Margarita

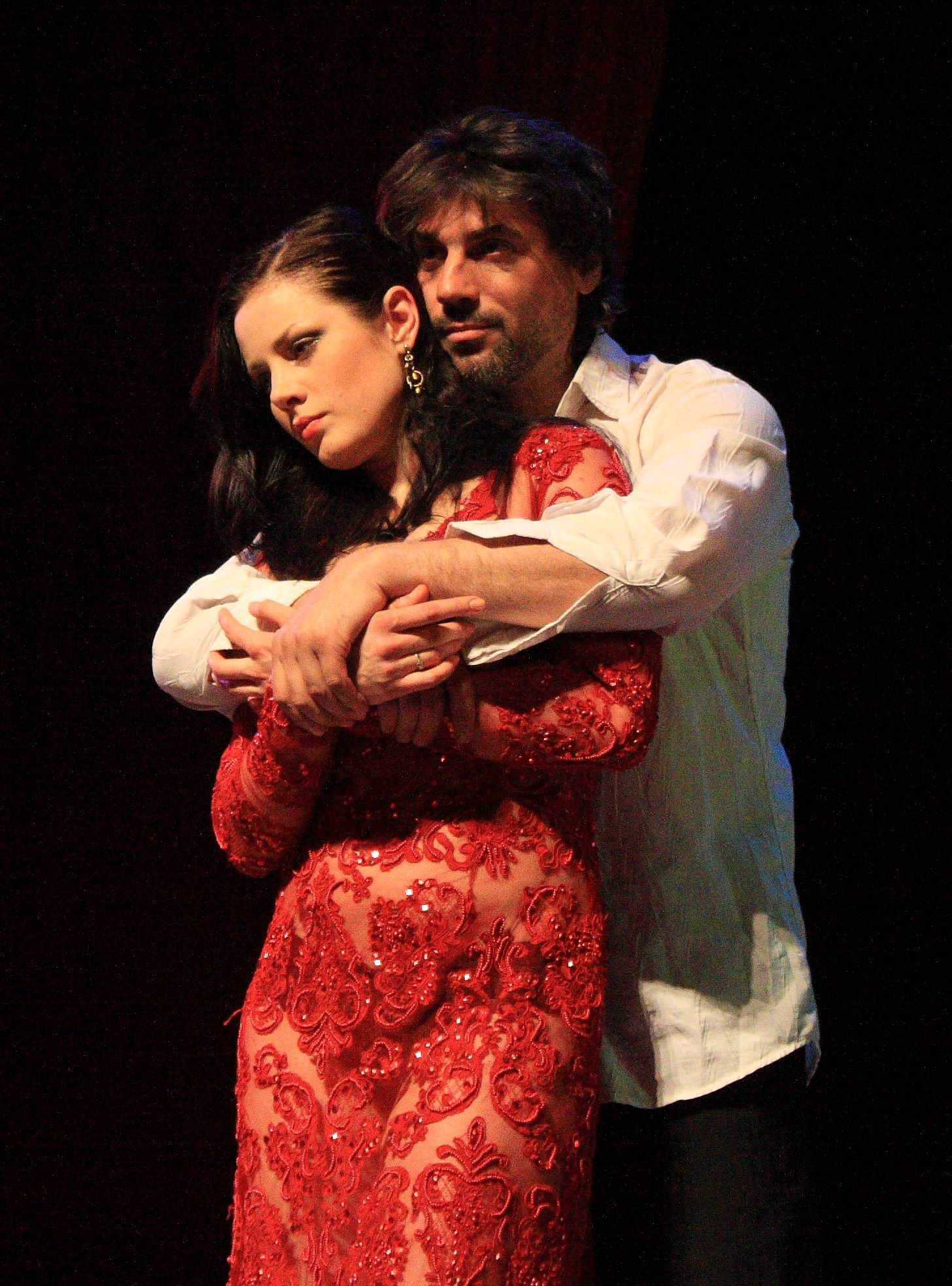
Representación teatral de El maestro y Margarita, de Mijaíl Bulgákov.

El maestro y Margarita (en ruso: Мастер и Маргарита) es una novela de Mijaíl Bulgákov, ciudadano soviético nacido en Kiev. Es considerada por muchos una de las novelas más importantes del siglo XX de la antigua URSS, escrita en lengua rusa. Trata sobre la visita del diablo a la Unión Soviética ateísta.

## Historia
Bulgákov comenzó a escribir su más famosa y admirada novela en 1928. Él mismo destruyó la primera versión (según el testimonio del propio Bulgákov, quemándola en un horno) en marzo de 1930 tras recibir la noticia de que otra de sus obras, Cábala de santurrones (Кабала святош), había sido proscrita. Recomenzó la obra en 1931, completando el segundo borrador en 1936, momento en el que la mayor parte de la trama de la versión final quedó estructurada. Concluyó el tercer borrador en 1937. Bulgákov siguió puliendo la obra con ayuda de su esposa, pero tuvo que dejar de trabajar en la cuarta versión cuatro semanas antes de su muerte en 1940. Su cónyuge la terminó entre 1940 y 1941.
Una versión censurada del libro (que eliminaba el 12% del texto y cambiaba aún más) fue publicada por vez primera en la revista  Moskvá, o Moscú (n.º 11 de 1966 y n.º 1 de 1967). Las partes omitidas, con indicaciones relativas a su ubicación, fueron publicadas como samizdat (publicación clandestina). En 1967, la editorial Posev de Fráncfort publicó una versión a la que se añadían esos fragmentos. En Rusia, la primera versión completa, elaborada por Anna Saakyánts, la publicó Judózhestvennaya Literatura en 1973, basándose en la versión de principios de 1940. Esta versión quedó como referente hasta 1989, año en que la experta en literatura Lídiya Yanóvskaya preparó una que se basaba en todos los manuscritos disponibles. Actualmente la reconstrucción posterior de Marietta Chudakova es considerada la versión más autorizada y de ella existe una traducción al español de Marta Rebón, publicada en 2014 (Nevsky Prospects) y revisada en 2020 (Navona).

## Sinopsis

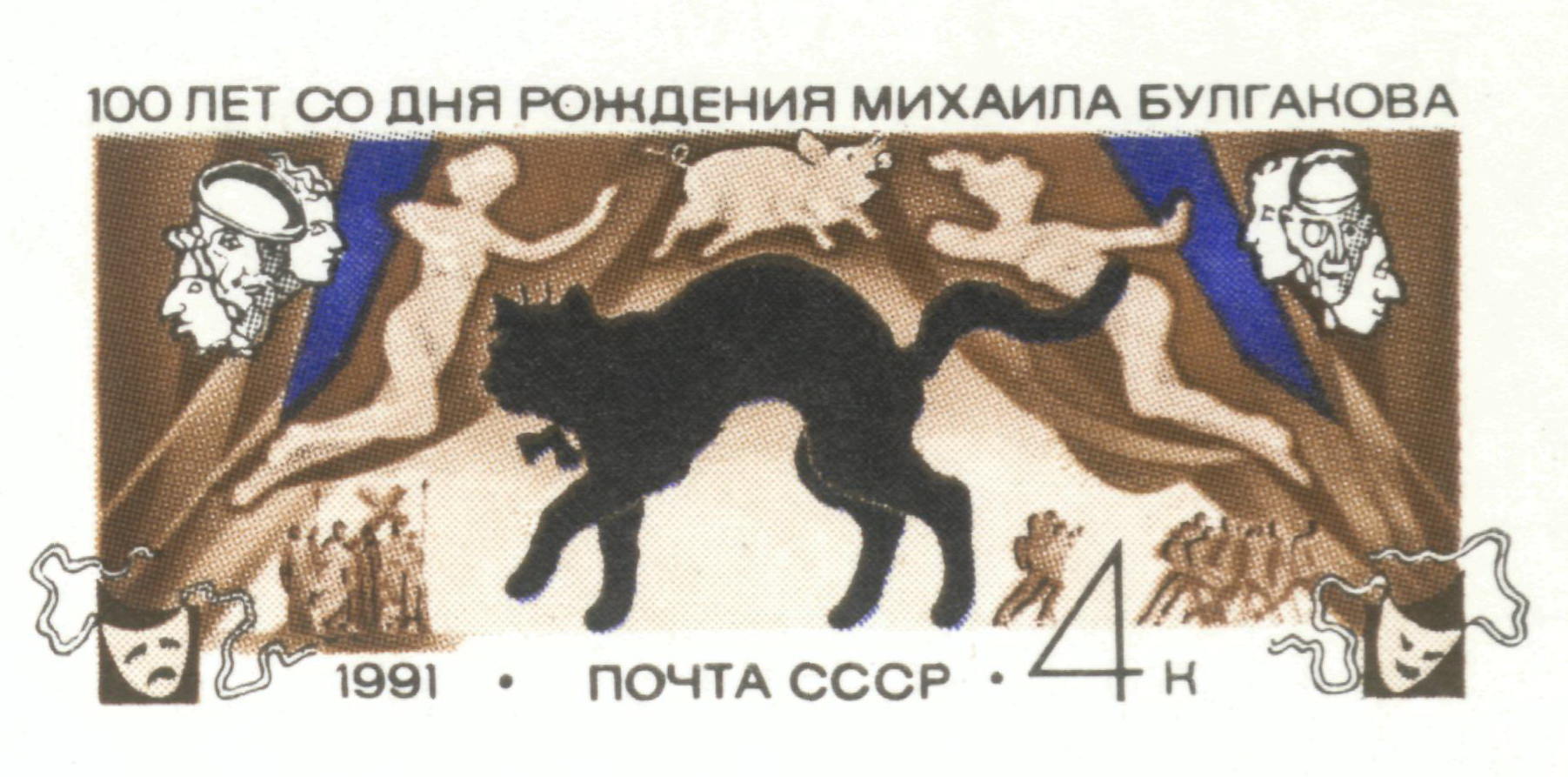
Sello postal.

La acción comienza en Moscú, en la década de 1930, ciudad que recibe la visita de Satán disfrazado como Vóland (Воланд), un misterioso mago de origen incierto que llega acompañado de su asistente, Fagotto (Фагот, "fagot" como el instrumento musical), un travieso gato parlante llamado Beguemot (Бегемот o hipopótamo en ruso, o adaptación del Behemot, criatura bíblica mitológica. También se interpreta como un subversivo Gato con Botas), un sicario colmilludo de nombre Asaselo o Azazello (Азазелло, evocación de Azazel), la pálida Abadonna (Абадонна, que sugiere el nombre de Abadón) cuya mirada provoca la muerte y la bruja Guela (Гелла). Este grupo causa estragos en la élite literaria y su sindicato, el MASSOLIT, cuya privilegiada sede con restaurante Casa de Griboyédov es frecuentada por corruptos arribistas y sus mujeres (tanto legítimas como amantes), burócratas y aprovechados y, de modo más general, escépticos y descreídos del espíritu humano tal y como Bulgákov lo entiende.
El comienzo del libro presenta una animada charla entre el descreído jefe de la burocracia literaria, Berlioz (Берлиоз), y un caballero extranjero que defiende las creencias y revela sus poderes proféticos (Voland). Es testigo del encuentro el joven y entusiasta poeta moderno, Iván Bezdomny (Иван Бездомный, cuyo nombre significa Juan Sintecho), cuya conversión gradual de "moderno" a "tradicional" y rechazo de la literatura (como Lev Tolstói o Sartre) ofrece una narrativa unificadora y una curva de desarrollo ideológico a la novela. En una de sus facetas, el libro es un bildungsroman (novela de aprendizaje o formación) que tiene a Iván como centro. Su vano intento de perseguir y capturar a la "banda" y advertir a los demás sobre la naturaleza misteriosa y maligna de la misma conduce al lector a otros escenarios, como el manicomio al que Iván va a parar. En ese lugar sabemos del maestro, un autor amargado al que el rechazo de su novela histórica sobre Poncio Pilato y Cristo ha conducido a una desesperación tal que quema su propio manuscrito, volviendo la espalda al mundo "real", incluida su devota amada, Margarita (Маргарита). Los capítulos más importantes de la primera parte de la novela cuentan con otra obra maestra de lo cómico –el espectáculo ofrecido por Satán en el teatro de variedades, satirizando la vanidad, avaricia y credulidad de los nuevos ricos – y con la toma y ocupación del apartamento de Berlioz por parte de Voland y su banda.
Finalmente, en la segunda parte, nos encontramos con Margarita, la amante del maestro, que representa la pasión humana. Recibe una oferta de Satán, que acepta, convirtiéndose en bruja de poderes sobrenaturales la noche de su baile de medianoche, o Noche de Walpurgis, que coincide con la del Viernes Santo, uniendo los tres elementos del libro, ya que la novela del maestro trata de la misma luna llena primaveral en la que el destino de Cristo es sellado por Pilato, siendo crucificado en Jerusalén.
El segundo escenario es la Jerusalén de Poncio Pilato, descrito por Vóland en su conversación con Berlioz ("Estuve allí") y del que se hacen eco las páginas de la rechazada novela del maestro. El acontecimiento es el encuentro entre Poncio Pilato y Yoshúa Ga-Nozrí (Jesús de Nazaret), su reconocimiento de que existe una afinidad entre ambos, y su reluctante aunque resignada y pasiva entrega a aquellos que querían matarlo. Existe una relación compleja entre Jerusalén y Moscú a través de la novela, a veces polifónica y a veces como un contrapunto. Los temas de cobardía, confianza, traición, apertura intelectual, curiosidad y redención son prominentes.
El tercer escenario es aquel en el que Margarita sirve de puente. Tras aprender a volar y a controlar sus desatadas pasiones (no sin vengarse de los burócratas literarios que condujeron a su amado a la desesperación) y tomando a su criada Natasha con ella, se introduce desnuda en el mundo de la noche, vuela sobre los bosques y ríos de la Madre Rusia, se baña, y purificada vuelve a Moscú como anfitriona del gran baile de primavera de Satán. A su lado, da la bienvenida a las oscuras celebridades de la Historia humana mientras brindan por la apertura de las fauces del Infierno.
Sobrevive a este aquelarre sin destruirse, sostenida por su inquebrantable amor al maestro y su inmutable aceptación de la oscuridad como parte de la vida humana. Es premiada por su dolor e integridad. A la oferta de Satán se añade la de concederle su más ferviente deseo. Margarita elige liberar al maestro y vivir con él en la pobreza y el amor. En un irónico final, ni Satán ni Dios creen que ese es un tipo de vida adecuado para la buena gente  ("No merecen la felicidad, pero si la paz") y la pareja se va de Moscú con el diablo, mientras sus cúpulas y ventanas arden en el crepúsculo del Domingo de Pascua.

## Temas
La interacción de fuego, agua, destrucción y otras fuerzas naturales acompaña los acontecimientos de la novela del mismo modo que la luz y la oscuridad, el ruido y el silencio, el sol y la luna, las tormentas y la calma, y otros poderosos polos opuestos.
En último término, la novela trata de la interacción entre el bien y el mal, la inocencia y la culpa, el valor y la cobardía, explorando estos temas como la responsabilidad hacia la verdad cuando la autoridad la niega y la libertad de espíritu en un mundo que no es libre. El amor y la sensualidad son temas dominantes de la novela. El amor que Margarita siente por el maestro la conduce a abandonar a su marido, pero emerge victoriosa. Su unión espiritual con el maestro es también de tipo sexual. La novela es un torrente de impresiones sensuales, aunque la vacuidad de la gratificación sensual sin amor se ilustra de vez en cuando en pasajes satíricos. Del mismo modo, la estupidez de rechazar la sensualidad en nombre de una respetabilidad vacía es ridiculizada en la figura de la vecina de Natasha.
La novela está muy influida por el Fausto de Goethe. Parte de su brillantez estriba en el hecho de que se asienta en diferentes niveles que pueden ser leídos como hilarantes bufonadas, profundas alegorías filosóficas y punzante sátira sociopolítica y crítica, no sólo del sistema soviético, sino de toda la superficialidad y vanidad de la vida moderna en general – el jazz es uno de los blancos preferidos, de modo ambivalente como otros muchos elementos presentes en el libro en cuanto a la fascinación y revulsión con el que aparece. La novela está llena de elementos modernos como un manicomio, radio, calles y comercios, automóviles, camiones, tranvías y viajes por avión. Existe poca nostalgia evidente por los "buenos tiempos" –de hecho, el único personaje del libro que menciona la Rusia zarista es el propio Satán.

## Estilo
La narrativa es brillante en el hecho de que Bulgákov emplea estilos completamente distintos en las diferentes secciones. Los capítulos de Moscú, que afectan al mundo más "real e inmediato", están escritos con un ritmo más vivo y un tono como de farsa, mientras que los capítulos de Jerusalén –las palabras en la ficción del maestro– están escritos en un estilo hiperrealista. (Ver Mijaíl Bulgákov para el impacto de la novela en otros autores.) El tono de la narración cambia libremente de la jerga de los burócratas soviéticos al impacto visual del cine negro, de sarcástico a inexpresivo o lírico, según mandan las escenas. A veces la presentación se realiza desde la perspectiva de una voz omnisciente, a veces como si el lector fuera parte de la escena. Decenas de personajes están en el centro de las escenas en diferentes ocasiones (un reconocimiento al espíritu colectivo ruso que agradaría a León Tolstói), y las figuras son memorables por su significado más que por el lugar que ocupan en la novela. Es vertiginosa y desvergonzadamente escénica. Incluso llega a emplear algunos elementos de horror macabro. 
El libro quedó inconcluso y los capítulos finales son borradores que Bulgákov añadió tras el manuscrito original. Esta peculiaridad apenas puede ser percibida por el lector ocasional, excepto quizá en el último capítulo de todos, que se lee como notas sobre el modo en que los principales personajes vivían en la imaginación del autor.
El viejo apartamento de Bulgákov en el que se sitúan partes de la novela se ha convertido en un objetivo de grupos satánicos moscovitas y de admiradores de Bulgákov desde los años ochenta, por lo que ha sufrido varios tipos de grafiti. Los habitantes del edificio, en su lucha contra estos grupos, están intentando convertir el apartamento en un museo sobre la vida y obra de Bulgákov, aunque no han tenido éxito en la tarea de encontrar a su anónimo propietario.

## Adaptaciones cinematográficas
- Máster i Margarita (2024)
- Máster i Margarita (2005) (mini)
- A Mester és Margarita (2005) (TV)
- Máster i Margarita (1994)
- Incident in Judea (1991) (TV)
- Mistrz i Malgorzata (1990) (mini)
- Maestro e Margherita, Il (1972)
- Pilatus und andere - Ein Film für Karfreitag (1972) (TV).

## Adaptación musical
- El compositor alemán York Höller compuso una ópera basada en esta novela. Se tituló Der Meister und Margarita y se estrenó en 1989 en la Ópera Garnier de París.
- La canción "Sympathy for the Devil" (literalmente "Compasión por el diablo"), del grupo británico The Rolling Stones, está basada en este libro.
- El álbum Yield (1998) del grupo estadounidense de grunge Pearl Jam, está basado en este libro.
- La canción Love and Destroy del grupo escocés Franz Ferdinand se basa en este libro.
- La canción Son of Virginia del grupo estadounidense Clutch se basa en este libro.